# La Maudite (film, 1949)
Pour les articles homonymes, voir La Maudite.
Pour plus de détails, voir Fiche technique et Distribution.
La Maudite est un long métrage belge réalisé par Norbert Benoit et Marcel Jauniaux, supervisé par Émile-Georges De Meyst, d'après le scénario de Norbert Benoit et Marcel Roy produit par le Centre belge de production sorti en 1949.

## Synopsis
Une femme fatale, belle et mystérieuse, venue de nulle part, arrive au sein d'un petit village et sème conflits et mécontentement parmi les habitants.

## Fiche technique
- Titre : La Maudite
- Réalisation : Norbert Benoit, Marcel Jauniaux et Émile-Georges De Meyst
- Scénario : Norbert Benoit et Marcel Roy
- Musique : Robert Pottier
- Photographie : André Dantan
- Production : Marcel Jauniaux
- Pays : Belgique
- Langue : français
- Durée : 76 minutes

## Distribution
- Claudine Dupuis
- Jos Gevers
- Marcel Roels
- Omer Ducarme
- Nossent
- René Herdé
- Francine Vendel
- Lambrette
- Rita Francis
- Paul Saussus